# ハリママムシグサ
ハリママムシグサ（学名:Arisaema minus）は、サトイモ科テンナンショウ属の多年草。
葉は1-2個つけ、5-9小葉に分裂する。仏炎苞は葉の展開より明らかに早く開き、ふつう紫褐色から黄褐色になり、仏炎苞舷部の先はほとんど尾状に伸びない。花序柄は葉柄より長い。小型の株は雄花序をつけ、同一のものが大型になると雌花序または両性花序をつける雌雄偽異株で、雄株から雌株に完全に性転換する。

## 特徴
地下の根茎は腋芽がほぼ2列に並ぶ。植物体の高さは15-30cmになる。偽茎部と葉柄部はほぼ同じ長さか、偽茎部がやや長く、偽茎部の葉柄基部の開口部は開出し、明らかに襟状に広がる。葉はふつう2個で、葉身は鳥足状に分裂し、小葉間の葉軸はやや発達する。小葉はふつう5-9個になり、頂小葉は広線形から披針形、長さ10-13cm、幅2.5-6cm、先端は鋭頭、基部はくさび状に狭くなる。縁はふつう全縁にであるが、ときに細鋸歯または粗い鋸歯がある。しばしば小葉の中脈に沿って白色の斑模様がでることがある。
花期は3-4月、花序が葉より先に地上に伸びて展開する。花序柄は長さ4.5-10cm、花時には花序柄は葉柄部より長い。仏炎苞は紫褐色から淡黄褐色、ごくまれに緑色で、しばしばやや半透明になる。仏炎苞口辺部はやや狭く開出し、仏炎苞舷部は卵形から長卵形になり、舷部先端は次第に狭まってやや伸び、前方に曲がりやや反り返る。花序付属体は基部に柄があり、棒状になって伸び、ふつう緑色で、紫色の斑点がつくことはない。1つの子房に11-22個を超える胚珠がある。果実は夏に赤く熟す。染色体数は2n=26。

## 分布と生育環境
日本固有種。本州の兵庫県にのみ分布し、低山地の林下、林縁に生育する。

## 名前の由来
和名ハリママムシグサは、芹沢俊介 (1980) によって命名された。芹沢は、旧播磨国である兵庫県佐用郡南光町（現、同郡佐用町）で採集されたものをタイプ標本として、キシダマムシグサ（当時は「ムロウマムシグサ」と呼称）Arisaema kishidae の新変種として記載発表した。
種小名（種形容語）minus は、「より小さい」の意味。はじめ、芹沢俊介 (1980) によって A. kishidae var. minus として、変種の形容語として使用されたが、邑田仁 (1986) による研究、記載発表により独立種 A. minus に組み替えられた。

## 種の保全状況評価
絶滅危惧II類 (VU)（環境省レッドリスト）
都道府県のレッドデータブック、レッドリストの選定状況は、兵庫県がBランクとなっている。

## ギャラリー

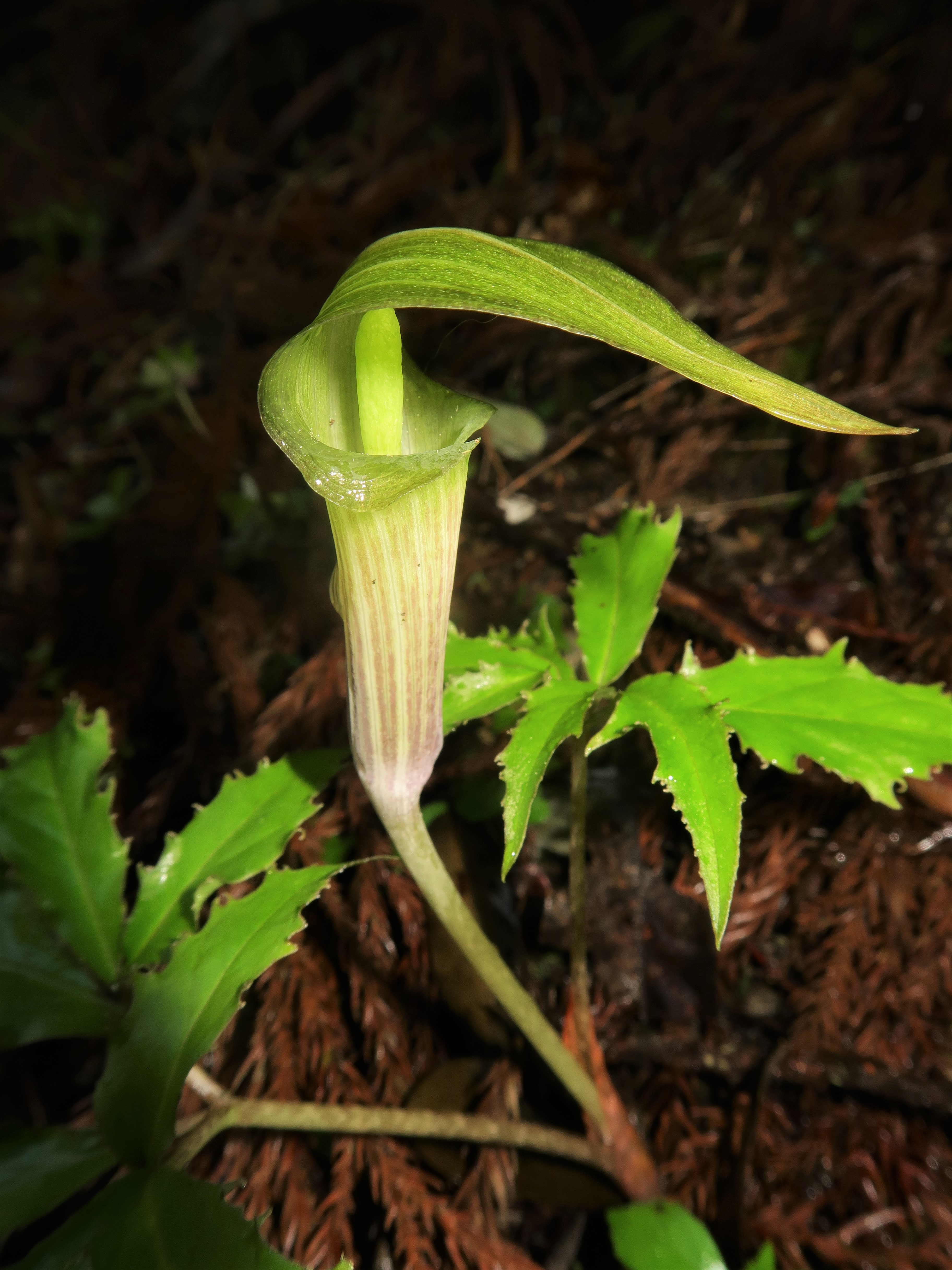
仏炎苞は紫褐色から淡黄褐色で、仏炎苞舷部先端は次第に狭まってやや伸び、前方に曲がりやや反り返る。
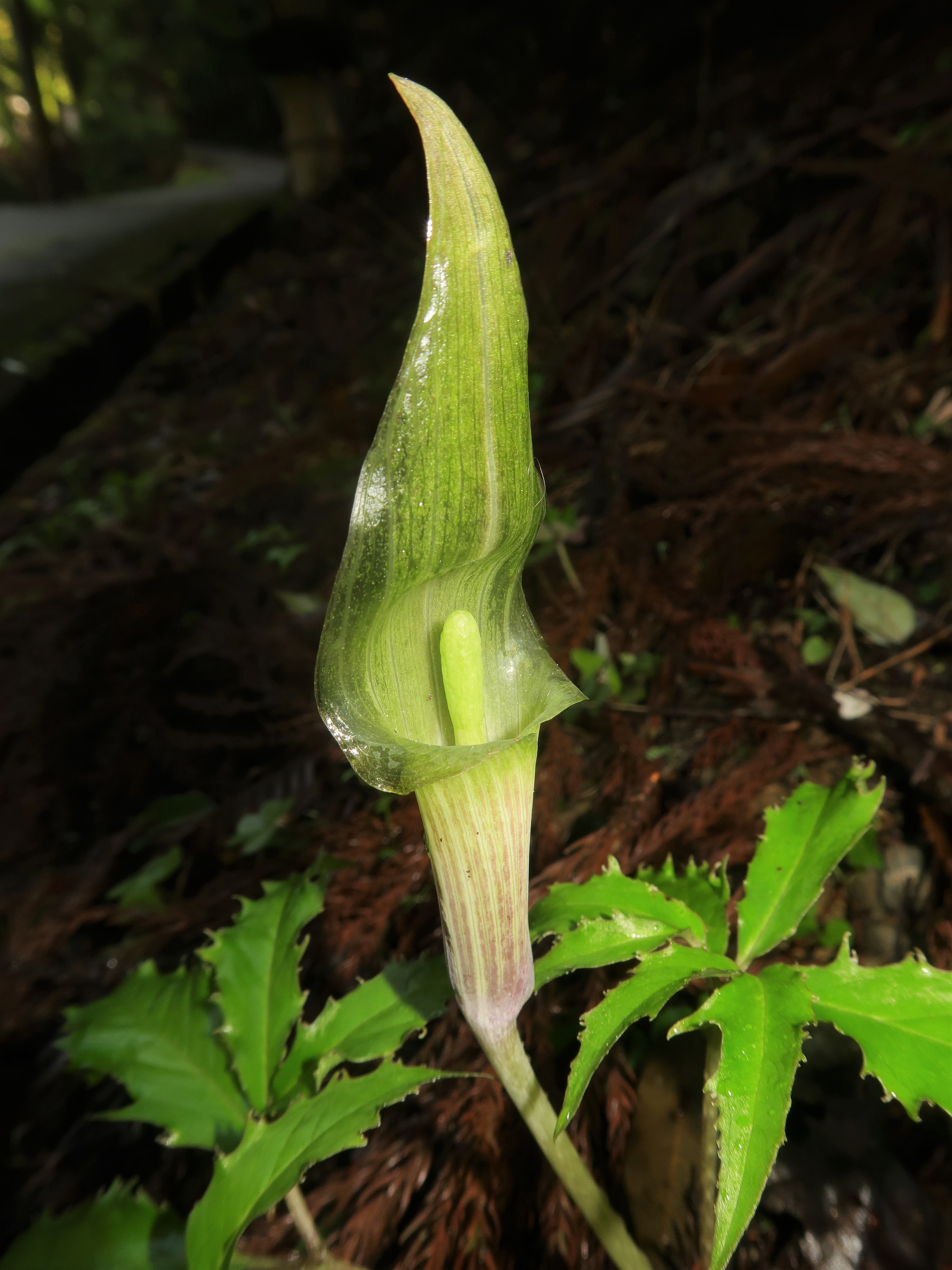
仏炎苞はしばしばやや半透明になる。仏炎苞口辺部はやや狭く開出し、仏炎苞舷部は卵形から長卵形になる。花序付属体はふつう緑色で、紫色の斑点がつくことはない。仏炎苞舷部を立たせて撮影。
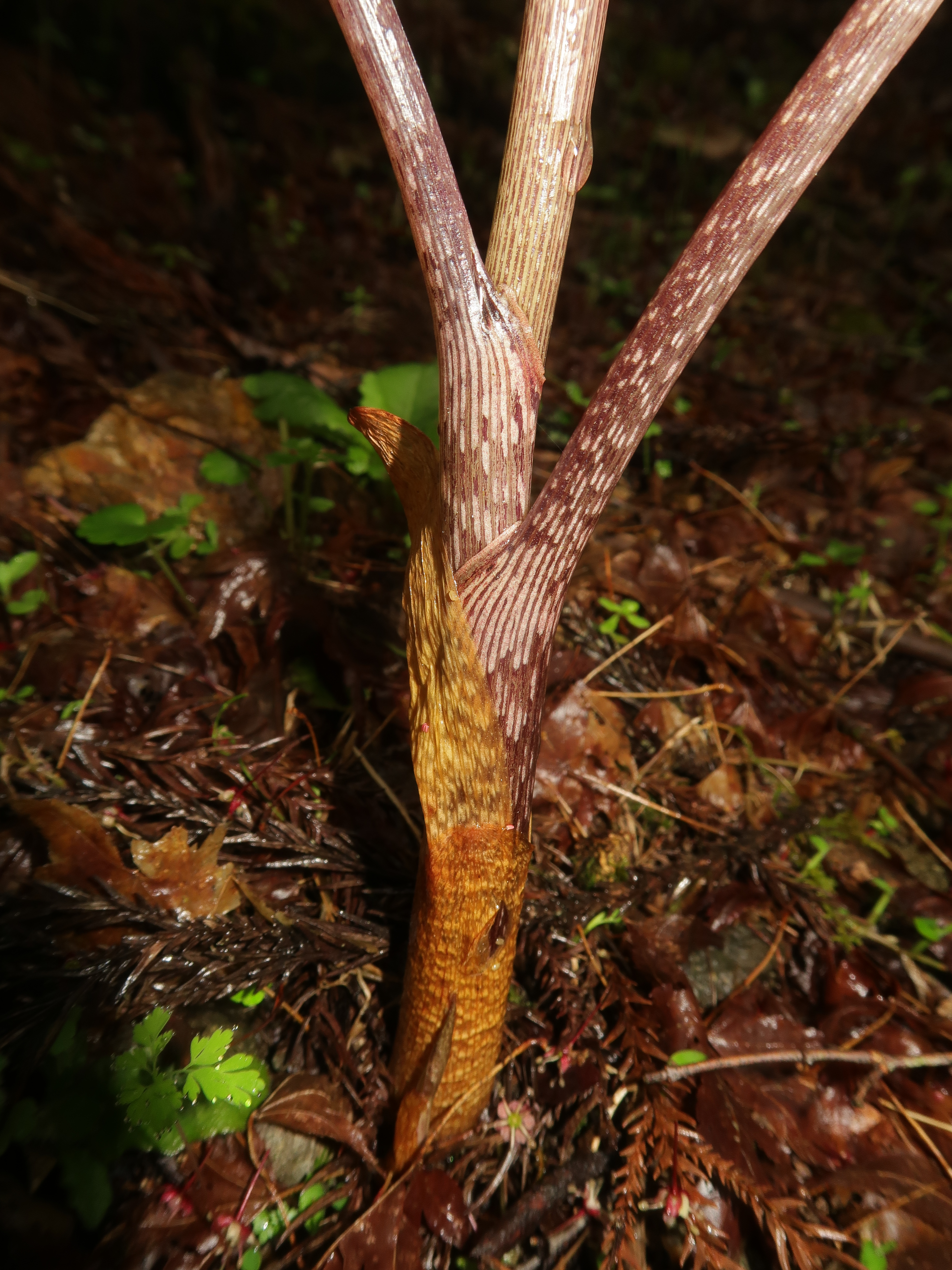
偽茎部の葉柄基部の開口部は開出し、明らかに襟状に広がる。
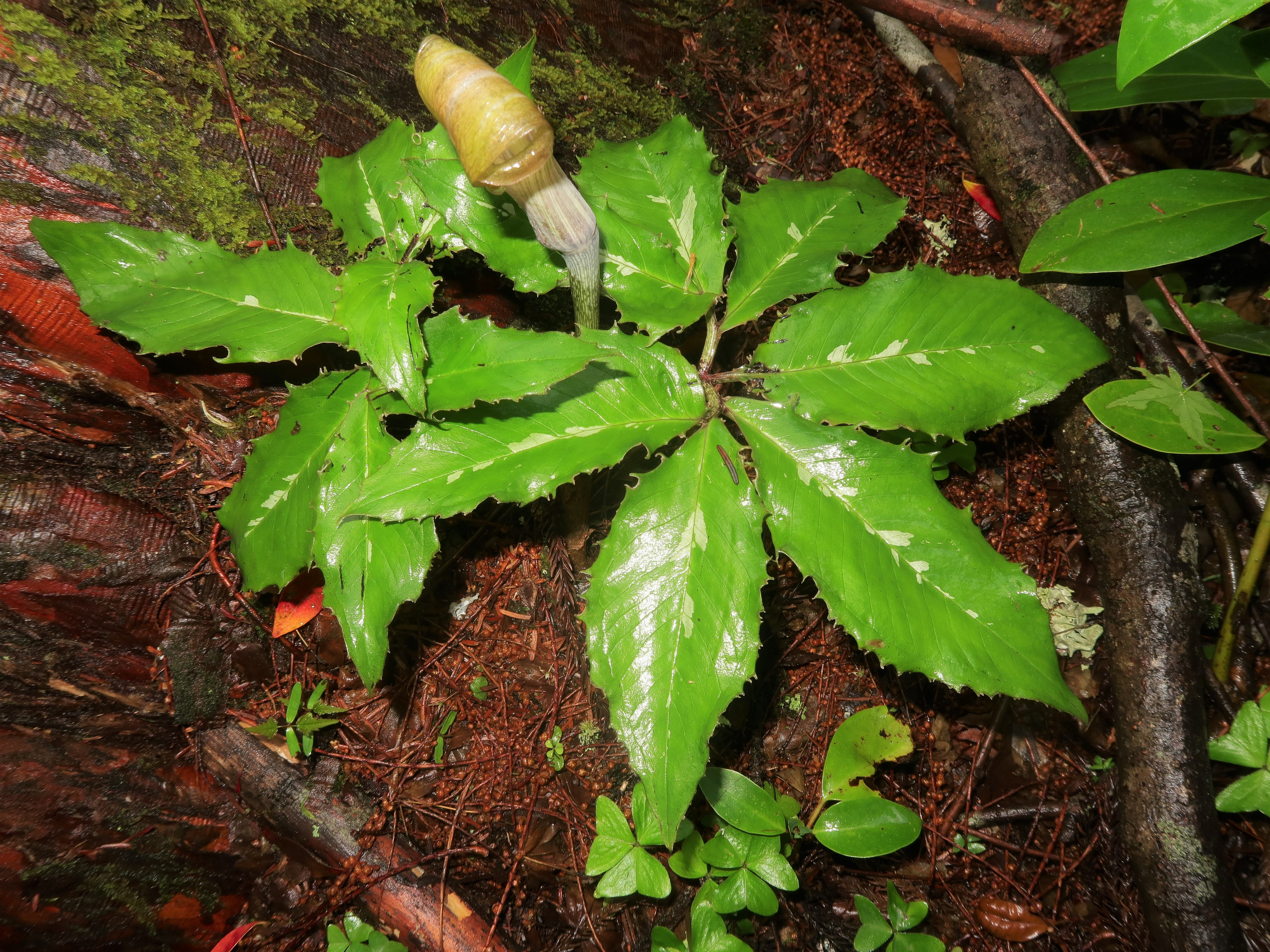
葉身は鳥足状に分裂し、小葉間の葉軸はやや発達する。縁に細鋸歯があり、小葉の中脈に沿って白色の斑模様がでる個体。小葉は7個。
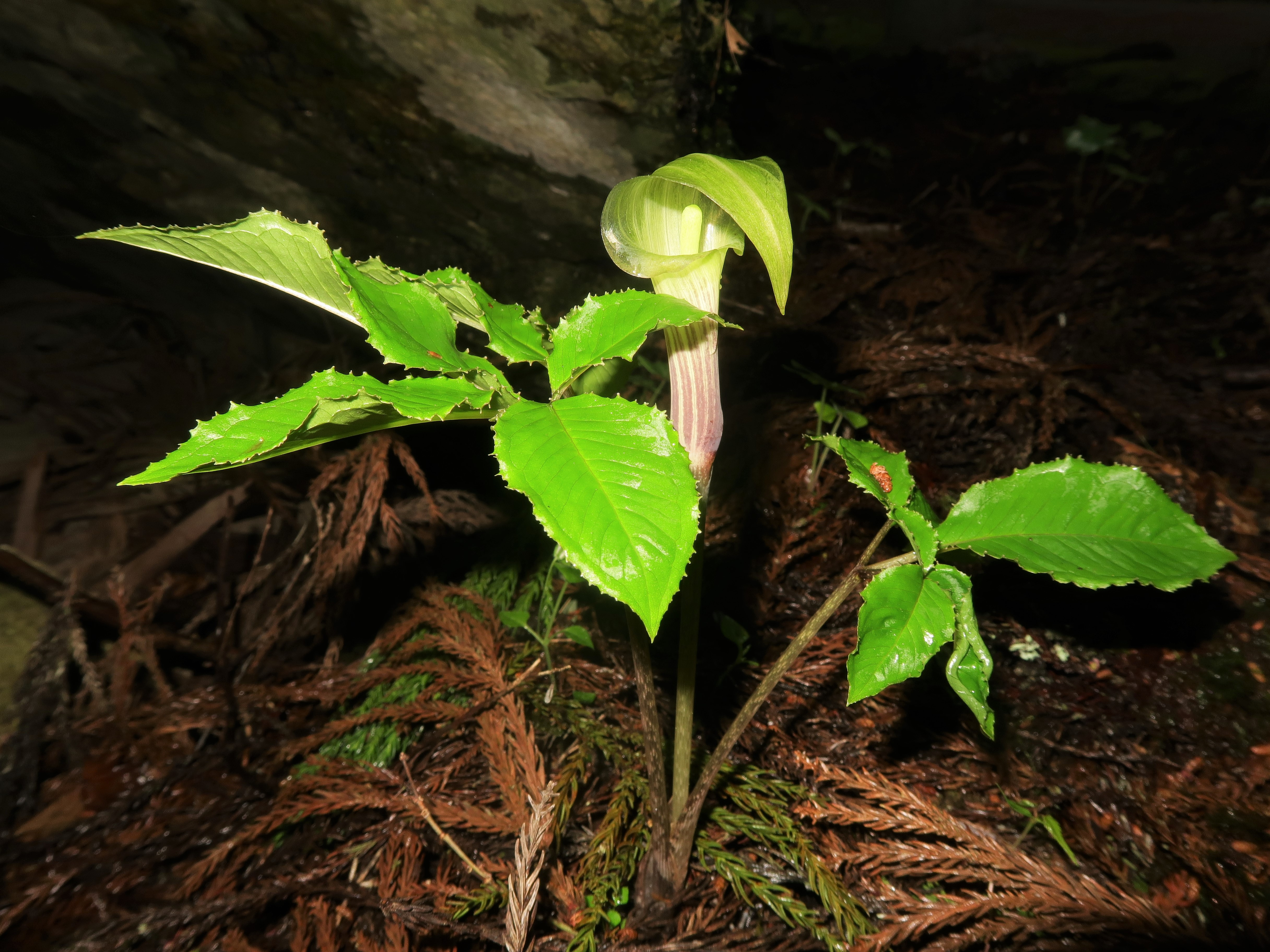
第2葉（右側）が完全に展開していない個体。

## 類似種
- ヒガンマムシグサ Arisaema aequinoctiale Nakai et F.Maek. (1932)[11] - 葉より仏炎苞が先に展開し、子房あたりの胚珠の数が多いという点において似る[4]。本種は、本州の関東地方、中部地方、広島県、山口県および四国に分布し、高さは90cmに達する。葉ふつう2個で、偽茎部は長く葉柄は短い。仏炎苞は葉より早く展開し、仏炎苞は紫褐色から黄褐色で、仏炎苞口辺部は耳状に開出し、仏炎苞舷部は前に曲がる。1子房中に8-21個の胚珠がある[12]。
- キシダマムシグサ Arisaema kishidae Makino ex Nakai (1917)[13] - 葉より仏炎苞が先に展開し、子房あたりの胚珠の数が多いという点において似るのはヒガンマムシグサと同様。芹沢俊介 (1980) は、ハリママムシグサをキシダマムシグサの変種として記載した経緯にある。愛知県と岐阜県、紀伊半島に分布し、高さは15-50cmに達する。葉は2個で、小葉は5-7個つき、頂小葉は倒卵形または長楕円形。仏炎苞は葉より早く展開し、仏炎苞は淡紫褐色で、仏炎苞口辺部は少し開出し、仏炎苞舷部は先が次第に細まって糸状に伸びる。花序付属体は濃紫色または紫褐色で微細な紫色の斑点がある。1子房中に4-10個の胚珠がある[6][14][15]。

## キシダマムシグサとの相違点
キシダマムシグサの仏炎苞舷部が糸状に長く伸びるのに対し、ハリママムシグサの仏炎苞舷部は次第に狭まってやや伸び、前方に曲がりやや反り返る。また、キシダマムシグサの花序付属体は濃紫色または紫褐色で微細な紫色の斑点があるのに対し、ハリママムシグサの花序付属体はふつう緑色で、紫色を帯びることがあっても紫色の斑点はない。

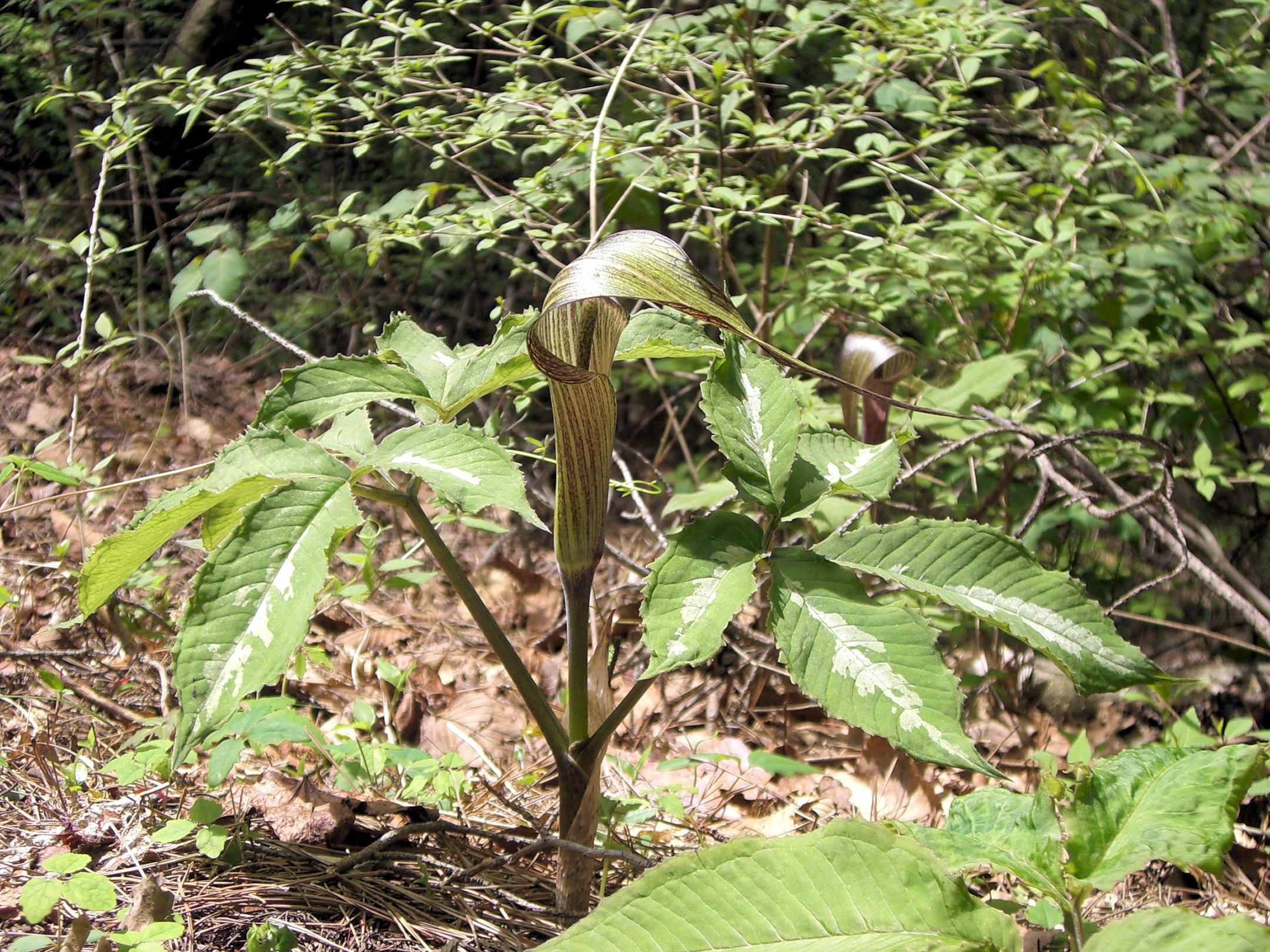
キシダマムシグサ。仏炎苞舷部が糸状に長く伸び、花序付属体は紫褐色で微細な紫色の斑点がある。兵庫県神戸市。5月上旬。
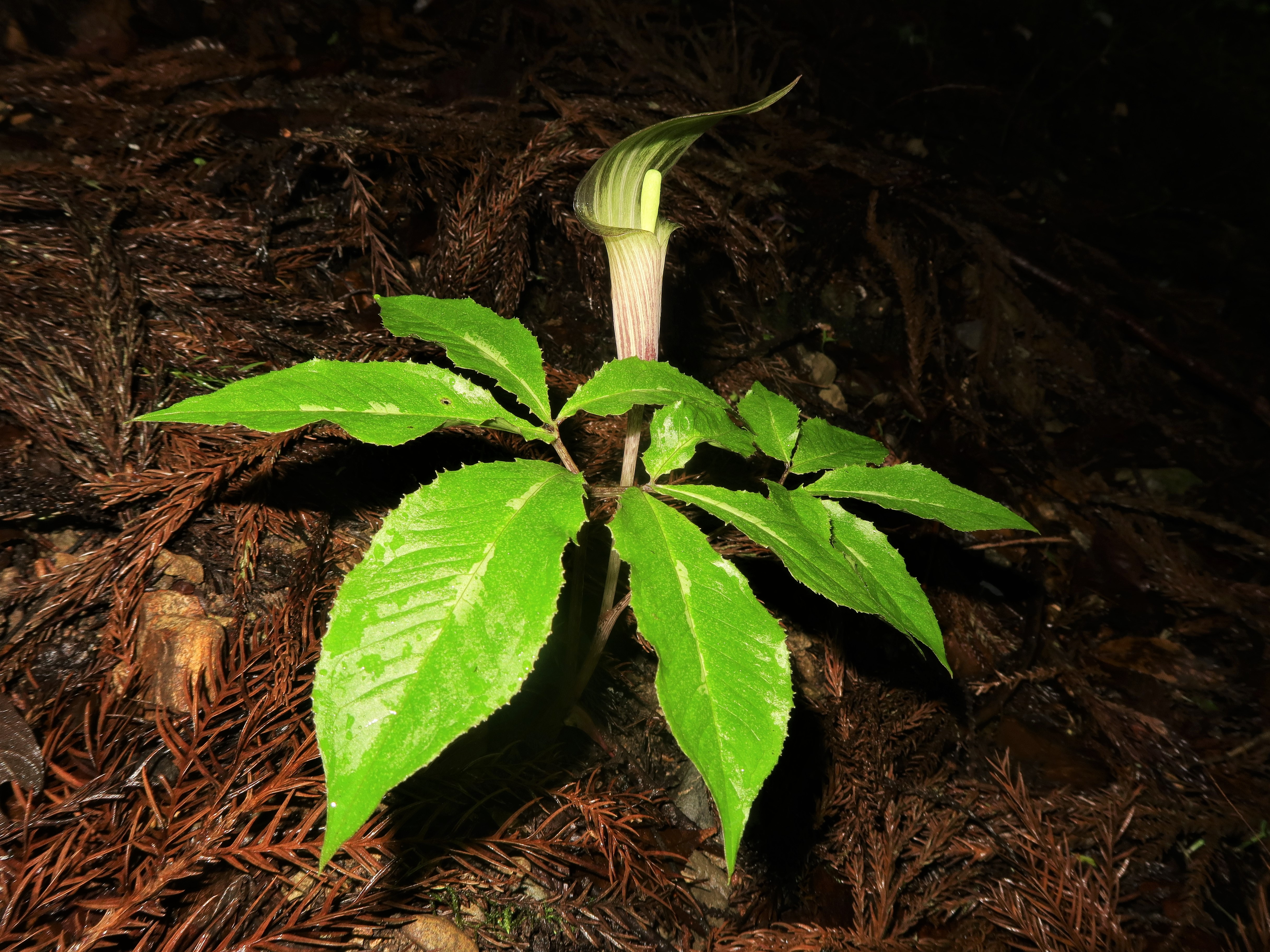
ハリママムシグサ。仏炎苞舷部は次第に狭まってやや伸び、前方に曲がりやや反り返る。花序付属体は緑色で紫色の斑点はない。兵庫県佐用町。4月中旬。